# Teenage Politics
Teenage Politics è il secondo album del gruppo pop punk statunitense MxPx. È stato pubblicato nel 1995, e si tratta del primo lavoro della band cui ha partecipato il chitarrista Tom Wisniewski.

## Tracce
Tutte le canzoni sono state scritte da Mike Herrera
1. Sugarcoated Poison Apple – 2:21
2. Do & Don't – 3:37
3. Teenage Politics – 2:51
4. Punk Rawk Show – 2:32
5. The Opposite of Intellect – 2:51
6. False Fiction – 3:25
7. Falling Down – 2:04
8. Money Tree – 1:41
9. Rainy Day – 2:42
10. Like Sand Thru the Hourglass...So Are the Days of Our Lives – 1:57
11. Democracy – 1:53
12. Something More – 2:19
13. Different Things – 1:18
14. Misunderstanding – 2:42
15. Study Humans – 2:20
16. Inquiring Minds Want to Know – 2:17
17. I'm the Bad Guy – 1:42
18. Americanism – 2:28
19. Delores – 2:37

## Formazione
- Mike Herrera - voce, basso
- Tom Wisniewski - chitarra
- Yuri Ruley - batteria